# خلف الحوسنی
خلف الحوسنی (انگلیسی: Khalaf Al-Hosani؛ زادهٔ ۲۳ فوریهٔ ۱۹۹۶) بازیکن فوتبال اهل امارات متحده عربی است.